# ناأويوكي كوتاني
ناأويوكي كوتاني (باليابانية: 小谷直之؛ بالكانا: こたに なおゆき) هو فنان قتال مختلط ياباني، ولد في 8 ديسمبر 1981 في يوكوسوكا في اليابان.

## وصلات خارجية
- ناأويوكي كوتاني على موقع يو إف سي (الإنجليزية)
- ناأويوكي كوتاني على موقع شيردوغ (الإنجليزية)
- ناأويوكي كوتاني على موقع IMDb (الإنجليزية)